# 畠山在氏
畠山 在氏（はたけやま ありうじ）は、戦国時代の武将、守護大名。河内国守護。畠山総州家（義就流）6代当主。

## 生涯
畠山義堯の子または弟とされるが、息子・尚誠の生年からすると義堯の弟が妥当と考えられる。
義堯は、細川晴元の被官に転じた家臣・木沢長政の居城・飯盛山城を攻め、それに対して起こされた一向一揆の攻撃により、享禄5年（1532年）6月に自刃に追い込まれた。在氏はそれから間もなく、木沢長政によって当主に擁立され、天文2年（1533年）1月にはその姿が見える。また、細川晴元政権の安定した天文6年（1537年）に観心寺へ代替わり安堵状を発給している。
総州家では代々遊佐氏が守護代を務めてきたが、在氏期には長政がその地位に就き、また長政の弟・中務大輔が守護奉行人になり、父・浮泛も有力内衆に名を連ねるなど、総州家の実権は木沢長政が握ったものといえる。
先代・義堯の頃まで争っていた畠山尾州家とは和睦を結び、尾州家の当主・畠山晴満、及びその重臣・遊佐長教と連携して河内を支配する半国守護体制が構築されたが、天文10年（1541年）に長政が細川晴元に反旗を翻した。
在氏はそれには積極的には加担せず飯盛山城に拠っていたが、これは守護家をしのぐ権力を持った木沢長政を快く思っていなかったためとみられる。
天文11年（1542年）3月、長政は幕府軍の追討で戦死し（太平寺の戦い）、在氏も連座して飯盛山城を幕府軍に攻められ、幕府側との和睦交渉を続けたが結局不調に終わり、天文12年（1543年）1月に飯盛山城は陥落した。しかし、この後も河内・紀伊・大和宇智郡の国境地域に勢力を維持した。
天文15年（1546年）、夏頃に第二次細川氏綱の乱が起きると、翌天文16年（1547年）2月までに晴元政権に帰参した。
同月、晴元軍の一員として氏綱方の摂津原田城を攻め、同年7月の舎利寺の戦いでは晴元方の勝利に貢献した。
天文18年（1549年）5月9日、氏綱と結ぶ三好長慶・遊佐長教らの軍勢に敗北し没落した。この戦いの前後に尚誠に家督を譲ったとみられるが、これ以後局地的な勢力となった総州家の当主が守護に任じられることはなかった。
天文24年（1555年）9月、在氏は河内真観寺に寺領安堵の判物を発給しているが、その後の消息は不明である。